# Виверос, Кевин
Кевин Стивен Виверос Родальега (исп. Kevin Stiven Viveros Rodallega; род. 4 апреля 2000, Буэнавентура, Валье-дель-Каука) — колумбийский футболист, вингер клуба «Атлетико Насьональ».

## Клубная карьера
Виверос — воспитанник клуба «Америка Кали». 25 марта 2018 года в матче против «Депортиво Пасто» он дебютировал в Кубке Мустанга. В 2019 году Виверос на правах аренды перешёл в «Атлетико Кали». 21 июля в матче против «Боготы» он дебютировал в колумбийской Примере B. 28 июля в поединке против «Кортулуа» Кевин забил свой первый гол за «Атлетико Кали». В начале 2020 года Виверос был арендован «Итагуи Леонес». 1 февраля в матче против «Боготы» он дебютировал за новый клуб. 26 февраля в поединке против «Атлетико Уила» Кевин забил свой первый гол за «Итагуи Леонес».
В 2022 году Виверос перешёл в венесуэльский «Карабобо». 25 февраля в матче против «Универсидад Сентраль де Венесуэла» он дебютировал в венесуэльской Примере. В поединке против «Минерос Гуаяна» Кевин забил свой первый гол за «Карабобо». 9 апреля в поединке против «Депортиво Тачира» игрок сделал хет-трик. По итогам сезона он забил 21 гол и стал лучшим бомбардиром чемпионата.
В начале 2023 года Виверос на правах аренды перешёл в «Депортиво Кали». 2 марта в матче против «Депортиво Перейра» он дебютировал за новую команду. 11 марта в поединке против «Атлетико Букараманга» Кевин забил свой первый гол за «Депортиво Кали». Летом 2023 года Виверос перешёл в боснийский Сараево, но спустя полгода был отдан в аренду в «Ла Экидад». 23 января 2024 года в матче против «Энвигадо» он дебютировал за новую команду. 18 февраля в поединке против «Патриотас Бояка» Кевин забил свой первый гол за «Ла Экидад».
Летом 2024 года Виверос на правах аренды перешёл в «Атлетико Насьональ».

## Достижения
Индивидуальные
- Лучший бомбардир венесуэльской Примеры (21 гол) — 2022